# Draußen!
draußen! ist ein Straßenmagazin aus dem Münsterland. Es erscheint monatlich in Münster, in einer Auflage von 8.000–10.000. 1994 gegründet, ist es die viertälteste Straßenzeitung Deutschlands. Sie wird von Verkäufern, die sich damit etwas zu ihrem Lebensunterhalt dazuverdienen, ausschließlich auf der Straße vertrieben. Die Redaktion ist für die Obdachlosen eine Anlaufstation, von der auch weitere Aktionen ausgehen. Ende 2012 etwa sammelte die Redaktion Geld für warme Mittagessen für Obbachlose und Löffel, die dann ausgestellt wurden. Damals waren es 80 Verkäufer. Im November 2008 war es wegen fehlender Verkäufer schwierig geworden, ausreichend Exemplare abzusetzen, um die Finanzierung zu gewährleisten. Nach einigen Monaten unterstützte dann das Arbeitsamt die Redaktion.